# Woziłów
Woziłów (ukr. Возилів, Wozyliw) – wieś na Ukrainie, w obwodzie tarnopolskim, w rejonie czortkowskim. Woziłów położony na lewym brzegu rzeki Dniestr. W 2001 roku liczył 1204 mieszkańców. Przez wieś biegnie droga z Buczacza do Niezwisk.
W granicach Woziłowa znajduje się dawniej odrębna wieś i gmina jednostkowa Wonicz (dawniej w Bezirk Buczacz).

## Historia
W XVII wieku właścicielem wsi był m.in. Krzysztof Strzemeski herbu Lubicz.
W II połowie XIX wieku właścicielem majątku ziemskiego w Woziłowie był Seweryn Krzysztof Ostaszewski (1802-1886), porucznik Pułku Jazdy Wołyńskiej 1831 roku, zmarły w Kołomyi dnia 22 stycznia 1886 roku.
W roku 1902 właścicielem tabularnym we wsi był Marceli Bogdanowicz.
W II Rzeczypospolitej miejscowość stanowiła początkowo samodzielną gminę jednostkową. 1 sierpnia 1934 roku w ramach reformy na podstawie ustawy scaleniowej została włączona do zbiorowej gminy wiejskiej Potok Złoty II w powiecie buczackim, w województwie tarnopolskim.

## Religia
We wsi znajduje się cerkiew.

## Ludzie związani z Woziłowem
- Wasyl Babała – ukraiński przedsiębiorca, mecenas sztuki, deputowany Tarnopolskiej Rady Obwodowej, urodził się we wsi
- dr Mykoła Szłemkewycz – ukraiński filozof, publicysta, członek rzeczywisty Towarzystwa Naukowego im. Szewczenki i Ukraińskiej Wolnej Akademii Nauk